# Cuadro 97
Cuadro 97 és una obra de l'artista Manolo Millares de 1960. Forma part de la sèrie Homúnculos i és un exemple d'art informalista.
Aquesta obra fa servir una tècnica mixta sobre arpillera. D'una banda, s'empren la tècnica del guanxe i tècniques artístiques primitives canàries, on l’informalisme té un paper molt important en la expressió del artista. D'altra banda, s'utilitza l'imaginari de l'expressionisme abstracte, on el llenç es transforma en el territori on el artista s'integra i s'endinsa dins de l'acció. Aquest ús de la matèria i del joc amb el material s'enfronta als corrents academicistes de la pintura del moment.